# Philotherma apithana
Philotherma apithana är en fjärilsart som beskrevs av Erich Martin Hering 1928. Philotherma apithana ingår i släktet Philotherma och familjen ädelspinnare. Inga underarter finns listade i Catalogue of Life.